# Pierre Mousel
Pierre Mousel (Lussemburgo, 10 maggio 1914 – Lussemburgo, 6 dicembre 1998) è stato un calciatore lussemburghese, di ruolo difensore.

## Carriera

### Club
Ha sempre giocato nel campionato lussemburghese.

### Nazionale
Ha rappresentato la Nazionale del suo paese alle Olimpiadi del 1936.